# 秀策数
秀策数（しゅうさくすう）とは囲碁の対戦相手によって定義される本因坊秀策への近さを示す尺度である。

## 定義
ある個人の秀策数は以下のように決まる。
- 秀策自身の秀策数は0である
- 秀策以外については、対戦相手の中で最小の秀策数を持つ者の秀策数に1を足したものが、その個人の秀策数となる
- 上記に該当しない個人の秀策数は定義されない

秀策数はエルデシュ数をもとに考えられたものである。エルデシュ数の拡張からの類推によって、自らより小さい秀策数を持つ対戦相手に勝った者にのみ数を与える第2種秀策数を定義することができる。すなわち秀策本人に勝った者の第2種秀策数は1であり、以下同様に数が決まる。